# 吉本興業
吉本興業株式会社（日语：／）是吉本興業集团旗下的娱乐制作公司、推广公司和电视节目制作公司，总部位于日本大阪市中央区和東京都新宿区に本部（注册总部设在大阪）。旧名为株式会社吉本创意事务所（株式会社よしもとクリエイティブ・エージェンシー）。